# Gottfried Wolff (Politiker)

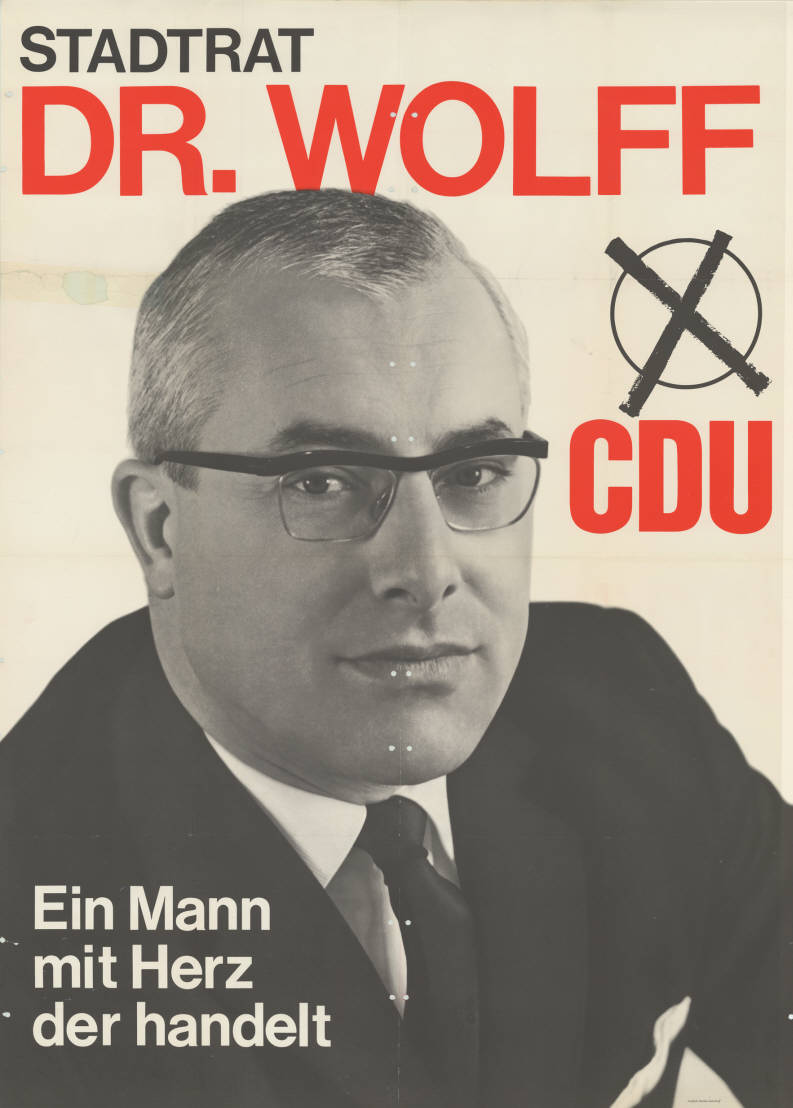
Kandidatenplakat zur Landtagswahl in Schleswig-Holstein 1967

Gottfried Wolff (* 27. März 1928 in München; † 21. Oktober 2013 in Ebenhausen/Zell) war ein deutscher Politiker (CDU).
Wolff studierte Agrarwissenschaft und wurde Diplomlandwirt, danach studierte er Veterinärmedizin, wurde promovierter Tierarzt. Danach war er Fulbright-Forschungsstipendiat an der Washington State University und Leiter einer Forschungs- und Entwicklungsgruppe eines chemisch-pharmazeutischen Konzerns in New York und Terre Haute, Indiana. Er war Abteilungsleiter und wissenschaftlicher Leiter deutscher Firmengruppen auf dem Pharmazie-, Chemie-, Lebensmittel- und Futtermittelsektor und geschäftsführender Gesellschafter einer Forschungsberatungs-, Marketing- und Werbegesellschaft sowie eines Fachverlages.
Wolff war Kreisvorsitzender des CDU-Kreisverbandes Pinneberg und Vorsitzender der Kommunalpolitischen Vereinigung, Bürgervorsteher von Rellingen, Fraktionsvorsitzender und Stadtrat in Pinneberg, Mitglied des NDR-Rundfunkrates, Vorsitzender des Landrates der Katholiken in Schleswig-Holstein sowie während des Studiums AStA-Vorsitzender der Universität München und Landesvorsitzender der Bayerischen Studentenschaften. Von 1967 bis zu seinem vorzeitigen Ausscheiden 1972 war er Mitglied des Landtags von Schleswig-Holstein.